# Hypochrysops
Genre
Hypochrysops est un genre de lépidoptères (papillons) de la famille des Lycaenidae, de la sous-famille des Theclinae.

## Liste des espèces
D'après funet :
- Hypochrysops antiphon Grose-Smith, 1897
- Hypochrysops mioswara Bethune-Baker, 1913
- Hypochrysops alyattes Druce, 1891
- Hypochrysops aristocles Grose-Smith, 1898
- Hypochrysops apollo Miskin, 1891
- Hypochrysops elgneri (Waterhouse & Lyell, 1909)
- Hypochrysops narcissus (Fabricius, 1775)
- Hypochrysops halyaetus Hewitson, 1874
- Hypochrysops cyane (Waterhouse & Lyell, 1914)
- Hypochrysops delicia Hewitson, 1875
- Hypochrysops epicurus Miskin, 1876
- Hypochrysops emiliae D'Abrera, 1971
- Hypochrysops ignita (Leach, 1814)
- Hypochrysops piceata Kerr, Macqueen & Sands, 1969
- Hypochrysops chrysotoxus Grose-Smith, 1890
- Hypochrysops protogenes C. & R. Felder, [1865]
- Hypochrysops hermogenes Grose-Smith, 1894
- Hypochrysops aristobul (Fruhstorfer, 1908)
- Hypochrysops cleon Grose-Smith, 1900
- Hypochrysops miskini (Waterhouse, 1903)
- Hypochrysops digglesii (Hewitson, 1874)
- Hypochrysops argyriorufa van Eecke, 1924
- Hypochrysops apelles (Fabricius, 1775)
- Hypochrysops byzos (Boisduval, 1832)
- Hypochrysops pythias C. & R. Felder, [1865]
- Hypochrysops polycletus (Linnaeus, 1758)
- Hypochrysops hippuris Hewitson, 1874
- Hypochrysops herdonius Hewitson, 1874
- Hypochrysops heros Grose-Smith, 1894
- Hypochrysops lucilla D'Abrera, 1971
- Hypochrysops dohertyi Oberthür, 1894
- Hypochrysops theon C. & R. Felder, [1865]
- Hypochrysops anacletus (Felder, 1860)
- Hypochrysops architas Druce, 1891
- Hypochrysops arronica (C. & R. Felder, 1859)
- Hypochrysops rufimargo (Rothschild, 1915)
- Hypochrysops chrysanthis (Felder, 1860)
- Hypochrysops chrysargyra Grose-Smith & Kirby, 1895
- Hypochrysops coelisparsus (Butler, 1883)
- Hypochrysops doleschallii (Felder, 1860)
- Hypochrysops geminatus Sands, 1986
- Hypochrysops meeki Rothschild & Jordan, 1905
- Hypochrysops thauma (Staudinger, 1895)
- Hypochrysops miraculum (Druce & Bethune-Baker, 1893)
- Hypochrysops simplex (Grose-Smith & Kirby, 1896)
- Hypochrysops pagenstecheri Ribbe, 1899
- Hypochrysops siren Grose-Smith, 1894
- Hypochrysops calliphon Grose-Smith, 1894
- Hypochrysops plotinus Grose-Smith, 1894
- Hypochrysops hypates Hewitson, 1874
- Hypochrysops eucletus C. & R. Felder, 1865
- Hypochrysops rufinus Grose-Smith, 1898
- Hypochrysops dicomas Hewitson, 1874
- Hypochrysops felderi Oberthür, 1894
- Hypochrysops honora Grose-Smith, 1898
- Hypochrysops scintillans (Butler, 1882)
- Hypochrysops taeniata Jordan, 1908
- Hypochrysops thesaurus Grose-Smith, 1894
- Hypochrysops aurantiaca Yagishita, 2004
- Hypochrysops boisduvali Oberthür, 1894
- Hypochrysops chrysodesmus Grose-Smith, 1899
- Hypochrysops castaneus Sands, 1986
- Hypochrysops ferrugineus Sands, 1986
- Hypochrysops luteus Sands, 1986
- Hypochrysops mirabilis Pagenstecher, 1894
- Hypochrysops pyrodes Cassidy, 2003
- Hypochrysops bakeri (Joicey & Talbot, 1916)
- Hypochrysops ribbei (Röber, 1886)
- Hypochrysops makrikii (Ribbe, 1901)
- Hypochrysops dinawa (Bethune-Baker, 1908)
- Hypochrysops resplendens (Bethune-Baker, 1908)
- Hypochrysops mioswara (Bethune-Baker, 1913)
- Hypochrysops pratti (Bethune-Baker, 1913)
- Hypochrysops utyi (Bethune-Baker, 1913)